# شرفاء مدغرة
  شرفاء مدغرة (بالإنجليزية: CHORFA M'DAGHRA)‏ وبالأمازيغية ⵛⵯⵕⴼⴰ ⵎⴷⴰⵖⵔⴰ هي جماعة قروية تابعة لإقليم الرشيدية ضمن جهة درعة تافيلالت بالمغرب.  بلغ مجموع عدد سكان   شرفاء مدغرة حسب إحصاءات 2004 حوالي 14312 نسمة  يعيشون في 2545 أسرة.

## إحصاء عام
| السنة | عدد السكان | عدد الأسر | عدد الأجانب |
| ----- | ---------- | --------- | ----------- |
| 1994  | 2207       | 1667      | °°°°        |
| 2004  | 13803      | 2133      | 0           |

## دواوير الجماعة
تتألف الجماعة من عدد من التجمعات السكنية المعروفة ب«القصور» ، تقع أغلبها على الضفة الشرقية لواد زيز  وهي من الشمال إلى الجنوب: الزاوية البكرية - أولاد بوناجي - القصر البراني - القصيبة - القصر الجديد - تاوريرت - سيدي بو عبد الله - القصبة الجدبدة - بني موسي - تيطاف - جاوز- تازناقت - مسكي -
وعلى الضفة الغربية قصور: بني محلي - اسرير - تسكدلت - الحيبوس - زاوية مديونة .